# Los rebeldes de Arizona
Los rebeldes de Arizona ist ein spanisch produzierter, im deutschsprachigen Raum nicht gezeigter Italowestern aus dem Jahr 1969 von José María Zabalza mit Carlos Quiney, der unter Pseudonym geführt wird, in der Hauptrolle.

## Handlung
Peggy Norman ist glückliche Besitzerin einer Ranch. Mit ihrem Mann Glenn dort lebend, erhält sie von den Direktoren einer Eisenbahngesellschaft machen das Angebot, ihren Besitz zu verkaufen, da auf dem Land Gleise verlegt werden sollen, was die beiden ablehnen. Als eines Tages die Ranch in Flammen aufgeht, ziehen sie besitzlos durch die Gegend und schließen sich dem Pistolero Allen Jackson an. Sie finden bei einem Mexikaner auf dessen Hacienda Unterschlupf, der von einem böswilligen Bankier von seinem Land vertrieben werden soll. Die helfen ihn durch einen Banküberfall. Als sie gegen einen schmierigen Waffenschmuggler kämpfen, der die Indianer beliefert, müssen sie sich anschließend falscher Mordanklagen erwehren. Schließlich entdecken sie eine Goldader, was ihrem unsteten Leben ein Ende bereitet und ihnen Zukunft verspricht.